# Вторжение в Венесуэлу
Вторжение в Венесуэлу — военная операция, предпринятая 3 мая 2020 года с целью отстранения от власти президента Николаса Мадуро в Боливарианской Республике Венесуэла. 
Попытка вторжения была названа её организаторами «Операция „Гедеон“».

## Предыстория
Планирование операции по вторжению в Венесуэлу началось сразу после провалившейся 30 апреля 2019 года попытки восстания в воинской части ВВС Венесуэлы в центре Каракаса. Тогда на верность провозгласившему себя президентом лидеру оппозиции Хуану Гуайдо присягнули несколько военнослужащих, однако поднять массовое восстание им не удалось. Многие участники мятежа бежали в Колумбию.
Вскоре в Боготе состоялась встреча ряда венесуэльских дезертиров, диссидентов, оппозиционеров, а также просто неравнодушных людей, готовых подзаработать на популярной теме Венесуэлы. Местом собрания стал элитный отель JW Marriott. Среди присутствующих был Джордан Гудро, 43-летний американец, отставной военный, трижды награжденный Бронзовой звездой за проявленные в США и Афганистане смелость и героизм. Службу он проходил в элитных Силах специального назначения Армии США. В отставку вышел в 2016 году и работал в частном охранном предприятии в Пуэрто-Рико. В 2018 году основал собственную ЧВК Silvercorp USA. Венесуэла попала в сферу интересов Гудро в феврале 2019 года, когда он обеспечивал безопасность концерта, который миллиардер Ричард Бренсон организовал на венесуэльско-колумбийской границе для рекламы очередной попытки свергнуть Николаса Мадуро — тогда для этого использовалась вывеска «доставки гуманитарной помощи».

## Подготовка к вторжению
Партнеры Джордана Гудро по Silvercorp рассказывали, что уже осенью 2019 года он начал собирать средства для «маленькой победоносной войны» с целью захвата власти в Венесуэле, а также знакомиться с заинтересованными в его плане людьми. На одном из мероприятий в Вашингтоне он вышел на Лестера Толедо, который в тот момент был помощником Гуайдо по вопросам доставки «гуманитарной помощи». Толедо в дальнейшем представил Гудро Кливеру Алкале, бывшему генералу армии Венесуэлы, который сообщил, что уже подобрал 300 человек, преимущественно из числа тех самых дезертиров венесуэльской армии, которым оппозиционеры сулили вознаграждения и перспективы за восстание против властей. Гудро было предложено подготовить этих людей, также был решен вопрос с необходимым для операции оружием. Бюджет составил около 1,5 миллиона долларов США.
Вскоре Гудро вернулся в Колумбию в сопровождении четырёх своих сподвижников, которые являлись ветеранами боевых действий, для начала подготовки отрядов. Она была организована в специальных лагерях на северо-востоке Колумбии, условия в которых были «спартанскими». Серьёзно был проработан вопрос выбора амуниции. В списке необходимого оборудования значились 320 штурмовых винтовок М4, противотанковый гранатомет, военные лодки Zodiac, приборы ночного видения последнего поколения, а также 1 миллион долларов США наличными. Однажды колумбийские полицейские задержали грузовик, наполненный оружием и военной амуницией. Общая стоимость изъятого составила 150 тысяч долларов США, однако подготовка к вторжению продолжилась.
Ранее уже отмечалось, что в приграничных с Венесуэлой районах Колумбии действуют специальные тренировочные военизированные лагеря, где проходят подготовку «вооружённая оппозиция» (контрас), в том числе бывшие венесуэльские военнослужащие.

## План вторжения
План вторжения предполагал, что 300 вооруженных контрас проникают на территорию Венесуэлы с севера. Затем атакуются военные базы, происходит народное восстание, которое заканчивается арестом президента Николаса Мадуро. В июне 2019 года Кливер Алкала провел встречу с руководством Национального директората разведки Колумбии, на которой изложил свой план и попросил поддержки. При этом заявлялось, что о планах подготовки контрас и вторжения в Венесуэлу было прекрасно известно в Вашингтоне, колумбийским властям и венесуэльским оппозиционерам.

## Вторжение
3 мая 2020 года спецназ Венесуэлы предотвратил вторжение контрас на быстроходных катерах со стороны Колумбии. Восемь нападавших были убиты, десять — задержаны. Среди тех, кто пытался проникнуть на территорию Венесуэлы, были американцы — сотрудники личной охраны президента США Дональда Трампа. Было сообщено, что задержанные участники нападения находятся на военно-морской базе в штате Ла-Гуайра и дают показания.
3 мая 2020 года МИД Венесуэлы со ссылкой на главу Национального учредительного собрания Венесуэлы Диосдадо Кабельо сообщил, что от разведки поступила информация о планируемом вторжении в Венесуэлу с моря. Вооруженные силы республики, которые уже были приведены в состояние повышенной боеготовности, отразили нападение. Высадка планировалась в районе города Ла-Гуайра, в непосредственной близости от столицы Венесуэлы. Глава НУС также сообщил, что полученный GPS-трек позволил выяснить, что лодки вышли из Колумбии.
Минобороны Венесуэлы сообщило, что во время операции было изъято оружие, часть из которого использовалась во время попытки госпереворота 30 апреля 2019 года. При этом военные продолжали поиск оружия под водой, которое могло там оказаться из-за того, что одно из судов перевернулось. Проводилось патрулирование в прибрежных районах для поиска людей, связанных с нападением.
Граждане США, задержанные в ходе операции, — Люк Денман и Айран Берри.
Генеральный прокурор Венесуэлы заявил, что по обвинению в связи с заговорщиками в стране арестовано 114 человек, ещё 92 разыскиваются.
3 мая глава SilverCorp Джордан Гудро взял на себя ответственность за операцию в Венесуэле. Он заявил, что в октябре 2019 года подписал контракт с лидером венесуэльской оппозиции Хуаном Гуайдо. По нему Гуайдо обязался заплатить SilverCorp 213 миллионов долларов США за «общее обслуживание». Гудро заявил, что Гуайдо нарушил контракт и не заплатил ничего, но Гудро всё равно продолжил подготовку операции с участием около 60 живущих в Колумбии венесуэльцев. Он утверждает, что его люди не получали поддержку от правительств США или Колумбии. Гуайдо отрицает причастность к операции.
Гудро подтвердил, что захваченные в Венесуэле американцы работают с ним. По мнению Гудро, правительство США «должно вмешаться и попытаться вернуть этих ребят».

## Потери сторон
При пресечении вторжения 3 мая 2020 года было убито восемь наемников, ещё двое были арестованы. Один из задержанных — агент Управления по борьбе с наркотиками США. Позднее стало известно ещё о восьми задержанных. Операция венесуэльской полиции и вооруженных сил республики продолжалась.
4 мая президент Венесуэлы Николас Мадуро сообщил, что были арестованы 13 наемников, которые намеревались осуществить государственный переворот в республике. При этом были найдены наркотики, доллары, оружие, спутниковые телефоны, радиоприемники, приборы ночного видения. Среди арестованных из группы вторжения были два американца из группы охраны президента США Дональда Трампа. Были представлены документы Люка Александра Денмана и Айрана Берри.

## Последствия
Ряд СМИ сравнили попытку вторжения в Венесуэлу с аналогичной операцией в заливе Свиней в апреле 1961 года. Тогда власти США подготовили около 1500 бойцов на территории Гватемалы для последующего вторжения на Кубу. Впрочем, несмотря даже на поддержку ВВС США, захватчики также были полностью разбиты.
Реакция Венесуэлы
Глава Национального учредительного собрания Венесуэлы Диосдадо Кабельо заявил, что «за этими людьми стоят те, кто организовал покушение на президента Николаса Мадуро в 2018 году», и что «все они координируются правительством США, а реализуются с территории Колумбии».
Реакция Колумбии и США
Колумбия отвергла обвинения властей Венесуэлы, назвав их попыткой «диктаторского режима Николаса Мадуро» отвлечь внимание от проблем в стране. США заявили, что Мадуро «последовательно прибегает к дезинформации», чтобы отвлечь внимание от того, как плохо он управляет Венесуэлой.